# سورن مانوکیان
سورن سرژیکی مانوکیان (ارمنی: Սուրեն Սերժիկի Մանուկյան؛ زادهٔ ۲۱ ژانویهٔ ۱۹۸۵) یک تاریخ‌نگار و سیاستمدار اهل ارمنستان است که از تاریخ آوریل ۲۰۱۷ تا تاریخ ۲۰۱۸ سمت نمایندگی دوره ششم مجلس ملی جمهوری ارمنستان را برعهده داشت.

## زندگی‌نامه
در ۲۱ ژانویهٔ ۱۹۸۵ در ایجوان به دنیا آمد و از دانشگاه دولتی ایروان فارغ‌التحصیل شد. 